# Сочленовная кость

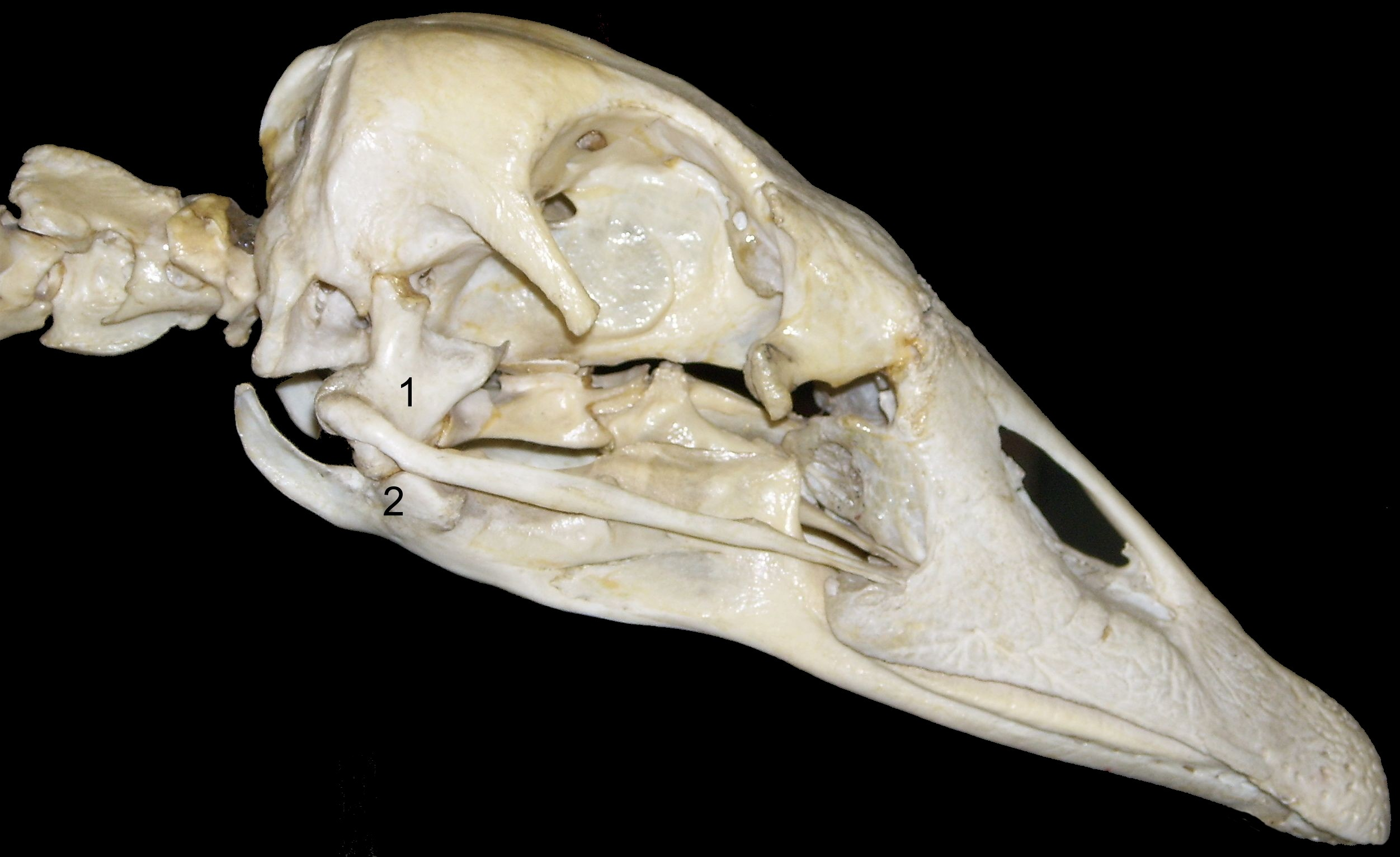
Череп домашнего гуся, сочленовная кость обозначена цифрой 2, цифрой 1 обозначена квадратная кость.

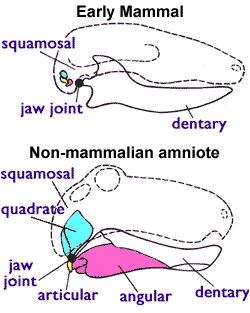
Строение челюстного сустава у млекопитающих (вверху) и у прочих тетрапод (внизу). У млекопитающих квадратная (выделена бирюзовым цветом) и сочленовная кость (выделена жёлтым) очень маленькие и находятся в полости среднего уха, тогда как вся нижняя челюсть образована одной лишь зубной костью. У прочих тетрапод угловая кость (выделена розовым) образует заднюю часть нижней челюсти, а сочленовная кость образует челюстной сустав с квадратной костью.

Сочлено́вная кость (реже — сочленовая; лат. os articulare) — одна из костей нижней челюсти большинства четвероногих, включая амфибий, завропсид (рептилии, птицы) и ранних синапсид (эволюционных предков млекопитающих). У этих животных она соединяется с другими костями нижней челюсти (надугловой и угловой), а также формирует челюстной сустав посредством соединения с квадратной костью.
Кость является эндохондральной по происхождению: в процессе эмбриогенеза она образуется посредством оссификации задней части Меккелева хряща.
В процессе эволюционного развития млекопитающих сочленовная кость значительно уменьшилась в размере и переместилась в полость среднего уха, превратившись в молоточек (тогда как квадратная кость в результате аналогичной перестройки превратилась в наковальню). В палеонтологии данный признак (наличие слуховых косточек и отсутствие сочленовной и квадратной костей) рассматривается как отличительный признак, характерный только для останков млекопитающих.